# Умбеталиев, Абош
Або́ш Умбетали́ев (7 августа 1892, аул Бекетай, Туркестанский край, Российская империя — неизвестно, Казахская ССР) — советский передовик животноводства, старший табунщик колхоза «Новый путь» Джангалинского района Западно-Казахстанской области, Казахская ССР. Герой Социалистического Труда (1948).

## Биография
Родился в 1892 году в крестьянской семье в ауле Бекетай (сегодня — на территории Жангалинского района, Западно-Казахстанская область Республики Казахстан). С раннего возраста трудился в сельском хозяйстве. Батрачил у местных баев, работал на рыбных промыслах в Астраханской губернии. С 1929 года — конюх в конторе «Заготзерно» Джангалинского района. С 1932 года — пастух крупного рогатого скота в колхозе «Новый путь» Джангалинского района. В 1942 году призван на военную службу в рабочий батальон Красной Армии. После увольнения в 1942 году возвратился в родной колхоз, где продолжил трудиться старшим табунщиком.
Ежегодно показывал высокие трудовые результаты в коневодстве. В 1947 годов вырастил 73 жеребёнка от 73 кобыл. Указом Президиума Верховного Совета СССР от 23 июля 1948 года удостоен звания Героя Социалистического Труда за «получение высокой продуктивности животноводства в 1947 году» с вручением ордена Ленина и золотой медали «Серп и Молот» (№ 2563).
Трудился в колхозе до выхода на пенсию в 1957 году. Дата смерти не установлена.